# 李承志
李承志（1547年—？），字道甫，山西平陽府曲沃縣人，軍籍，明朝政治人物、進士出身。

## 生平
隆庆四年（1570年）庚午科山西鄉試第五十五名，萬曆二年（1574年）甲戌科會試第二百九十七名，登三甲第五十七名進士。初授汝阳知县，擢户部主事，升户部浙江司郎中。万历十一年十月以举边才被推荐，十四年正月升四川按察佥事，分巡川北，历右参议，备兵威茂，恤军抚民，驭番以信，番人畏且感之。十八年七月升陕西副使、洮岷兵备，值哱拜之乱，督饷无乏，寇平，赐白金文绮。二十一年七月为吏科都给事中许弘纲弹劾，被降职。二十二年九月降补湖广参议。

## 家族
曾祖父李禎，曾任縣丞 贈兵部侍郎；祖父李浩，曾任太子少保禮部尚書 贈太子少保 諡莊簡；父李鈞，曾任左長史進階中順大夫。前母張氏（贈安人）；母呂氏（封安人）。慈侍下。兄李承華，大理寺少卿。